# ۸۵۷ (خورشیدی)
۸۵۷ هشتصد و پنجاه و هفتمین سال هجری خورشیدی است.

## زادگان
- بارباروس خیرالدین پاشا، (درگذشت: ۹۲۵)، دریاسالار ترکیه عثمانی